# Nathaniel Shaler
Nathaniel Southgate Shaler (20 de febrero de 1841-10 de abril de 1906) fue un geólogo y paleontólogo estadounidense, que escribió extensamente sobre las implicaciones teológicas y científicas de la teoría de la evolución.

## Biografía
Nacido en 1841, Shaler estudió en la Lawrence Scientific School de la Universidad de Harvard, siendo alumno de Louis Agassiz. Después de graduarse en 1862, pasó a ser personal fijo de Harvard, primero como lector (1868), luego como profesor de paleontología durante dos décadas (1869-1888) y después como profesor de geología durante casi otras dos décadas más (1888-1906). En 1891 fue decano de la Escuela Lawrence.
Dirigió la Cartografía Geológica de Kentucky desde 1873, dedicando una parte de cada año hasta 1880 a esta tarea. En 1884 se le nombró geólogo del Servicio Geológico de los Estados Unidos a cargo de la división Atlántica. Fue comisario de agricultura para Massachusetts en diferentes ocasiones, y presidió la Sociedad Geológica de América en 1895. También sirvió durante dos años como agente de la Unión en la Guerra Civil Americana.
Al comienzo de su carrera profesional Shaler era en términos generales creacionista y anti-darwinista. Esto era en gran parte una deferencia al brillante pero anticuado Agassiz, cuyo apoyo sirvió a Shaler para ascender en el escalafón de Harvard. Cuando aseguró su propia posición en la universidad, Shaler fue aceptando en principio el darwinismo, pero visto a través de un prisma neo-lamarckiano. Extendió a otros animales, como las hormigas, el trabajo de Charles Darwin sobre la importancia de los gusanos de tierra en el proceso de bioturbación que lleva a la formación de suelos.
Como muchos otros evolutionistas de aquel tiempo, incorporó los principios básicos de la selección natural -posibilidad, contingencia, oportunismo- a un cuadro de orden, propósito y progreso en el que las características fueran heredadas a través de los esfuerzos de los organismos individuales.
Shaler era también un apologista de la esclavitud y un declarado creyente en la superioridad de la raza anglosajona. En la parte final de su carrera, continuó apoyando el poligenismo de Agassiz, una teoría sobre los orígenes humanos que era a menudo utilizada para apoyar la discriminación racial. En su artículo de 1884, "El Problema Negro", publicado en la revista The Atlantic Monthly, Shaler afirmaba que las personas negras liberadas de la esclavitud eran "como niños perdidos en un bosque, necesitando la antigua protección de la fuerte mano del amo", que cada vez pasaban a estar más dominados por su "naturaleza animal" cuando crecían de niños a adultos, y que la esclavitud estadounidense había sido "infinitamente el sistema más suave y más decente de esclavitud que nunca existió."
Posteriormente fue nombrado decano de Ciencias en Harvard, estando considerado como uno de los profesores más populares de la universidad. A lo largo de su vida publicó numerosos comentarios sobre distintos tratados, incluyendo temas que podían variar desde los trabajos topográficos a la filosofía moral.

## Trabajos
- (1870). On the Phosphate Beds of South Carolina.
- (1876–82). Geological Survey of Kentucky [6 vols.]
- (1876). Memoirs of the Geological Survey of Kentucky.
- (1878). Thoughts on the Nature of Intellectual Property and its Importance to the State.
- (1880). "The Geology of Boston and its Environs," in The Memorial History of Boston.
- (1881). Illustrations of the Earth's Surface; Glaciers (con William Morris Davis).
- (1884). A First Book in Geology.
- (1885). Kentucky, a Pioneer Commonwealth ["American Commonwealth Series"].
- (1891). Nature and Man in America.
- (1892). The Story of Our Continent.
- (1893). The Interpretation of Nature.
- (1894). The United States of America [2 vols.]
- (1895). Domesticated Animals.
- (1895). The Geology of the Road-Building Stones of Massachusetts.
- (1896). American Highways.
- (1898). Geology of the Cape Cod District.
- (1898). Outlines of the Earth's History.
- (1899). Geology of the Narragansett Basin.
- (1900). The Individual: Study of Life and Death.
- (1903). A Comparison of the Features of the Earth and the Moon.
- (1904). The Citizen: A Study of the Individual and the Government.
- (1904). The Neighbor.
- (1905). Man and the Earth.
- (1909). The Autobiography of Nathaniel Southgate Shaler.

Ficción
- (1903). Elizabeth of England: A Dramatic Romance in Five Parts.

Poesía
- (1906). From Old Fields: Poems of the Civil War.

## Eponimia
- El cráter lunar Shaler lleva este nombre en su memoria.[11]

## Lecturas relacionadas
- Adams, Michael C.C. (1998). "'When the Man knows Death': The Civil War Poems of Nathaniel Southgate Shaler," The Register of the Kentucky Historical Society, Vol. 96, No. 1, pp. 1–28.
- Bladen, Wilford A. (1983). "Nathaniel Southgate Shaler and Early American Geography," in Pradyumna P. Karan (ed.), The Evolution of Geographic Thought in America: A Kentucky Root. Dubuque, Iowa: Kendall/Hunt Publishing Company.
- Berg, Walter (1957). Nathaniel Southgate Shaler: A Critical Study of an Earth Scientist. Ph.D. thesis, University of Washington.
- Davis, William M. (1906). "Nathaniel Southgate Shaler," Educational Foundations 17 (10), pp. 746–755.
- Koelsch, William A. (1979). "Nathaniel Southgate Shaler, 1841-1906", in T.W. Freeman & Philippe Pinchemel (ed.), Geographer: Bibliographical Studies, Vol. III. London: Mansell.
- Lane, A. C. (1926). "Nathaniel Southgate Shaler (1841-1906)," Proceedings of the American Academy of Arts and Sciences, Vol. 61, No. 12, pp. 557–561.
- Livingstone, D. N. (1980). "Nature and Man in America: Nathaniel Southgate Shaler and the Conservation of Natural Resources," Transactions of the Institute of British Geographers, New Series, Vol. 5, No. 3, pp. 369–382.
- Thayer, William Roscoe (1906). "Nathaniel Southgate Shaler," The Harvard Graduates Magazine 15, pp. 1–9.
- Warner, Langdon (1906). "Nathaniel Southgate Shaler," The World's Work 12, pp. 7676–7677.